# Mouvement social contre la réforme des retraites en France de 2010
Débuté en mars 2010, le mouvement social contre la réforme des retraites en France en 2010 a mobilisé à huit reprises plusieurs millions de salariés dans les secteurs public et privé. L'objet immédiat est de protester contre le relèvement de 60 à 62 ans de l'âge légal de départ à la retraite et de 65 à 67 ans de l'âge auquel un salarié n'est plus pénalisé par le système de décote. Le gouvernement met en place une approche par réduction des dépenses publiques de retraites et de santé. L'opposition estime ce projet socialement injuste et économiquement dangereux : elle souhaite plutôt augmenter les entrées fiscales, en supprimant les niches fiscales et en augmentant les prélèvements obligatoires.
Cette réforme est contestée par les huit principaux syndicats français : la CGT, la CFDT, FO, la CFTC, la CGC, l'Unsa, Solidaires et la FSU, qui ont organisé des journées de grèves et de manifestations avec une fréquence qui s'est accélérée à l'automne 2010. Ils ont été suivis par les syndicats lycéens UNL, FIDL et SGL, et étudiants UNEF, SUD Étudiant ou FSE. Un certain nombre d'associations ont participé à ce mouvement social en l'éclairant de leurs propres points de vue, telles la Fondation Copernic ou la Ligue des droits de l'homme. Les secteurs les plus mobilisés ont été l'éducation, les transports, l'énergie et l'audiovisuel public.

## Contexte

### La dette publique
Les syndicats estiment que la réforme ne suffira pas à financer les retraites. Les finances publiques sont déficitaires, le cœur du problème est donc de se rapprocher de l'équilibre financier par un meilleur contrôle ou une réduction de la dette publique française. Ce besoin est accepté par l'ensemble du spectre politique. Cet objectif est accessible soit par économie sur les dépenses (armée, ministères, emplois publics, santé, retraites) soit par l'augmentation des entrées (création d'impôts ou suppression de réduction d'impôts).

### Le vieillissement de la population
L'espérance de vie moyenne des Français a progressé de 15 ans en 60 ans. C'est l'un des trois facteurs, avec les taux de chômage élevés des moins de 30 ans et des plus de 55 ans, qui font que le ratio de français travaillant par rapport au nombre de français percevant une pension a fortement diminué depuis 1970 : de trois travailleurs pour un retraité, on est passé à deux pour un en 1990. Les projections concernant l'espérance de vie en 2020 et en 2050, qui servent à établir une prévision de ce ratio, sont cependant contestées et par nature aléatoire, les gains d'espérance de vie étant liés à des progrès connus en matière de santé et d'hygiène publique, sans être une courbe linéaire que l'on peut prolonger à l'infini.
Pour Éric Aubin, chargé des retraites pour la CGT, « Le problème n'est pas démographique, il est financier ». Le taux d'emploi des seniors en France est parmi les plus faibles en Europe, il faut un plan emploi seniors pour rééquilibrer déjà en partie la caisse des retraites. Par ailleurs, les projections actuelles ne tiennent pas compte de la hausse très probable de la productivité des Français, laquelle compensera la détérioration du ratio travailleurs/pensionnés. Les cotisations seront supportables, tout en assurant des pensions décentes.

### Solution: recul social ou rééquilibrage?
Le gouvernement souhaite une approche par la réduction des coûts, en diminuant les pensions à payer, et par l'augmentation simultanée du revenu pour les caisses de retraite (années de cotisation plus nombreuses). Il affirme également que l'allongement de la durée de cotisation est le seul levier capable non seulement de rééquilibrer les retraites, mais aussi de créer de la richesse (macro-économiquement parlant). D'où la réforme par la loi. Cependant, la retraite à 60 ans est en France considérée comme un acquis social important par les syndicats, qui n'acceptent pas ce qu'ils considèrent comme un recul social. Pour Éric Aubin, chargé des retraites pour la CGT, « Le problème n'est pas démographique, il est financier ».

### La solution adoptée par le gouvernement
Selon le gouvernement, la réforme est nécessaire, car elle permettra un début de rééquilibrage des dépenses et revenus concernant le système de retraite. Le gouvernement refuse de céder sur les mesures d'âge de cette réforme qui, à l'étranger, passe pour modeste. La moyenne de l'âge du départ à la retraite en France est en effet l'une des plus faibles d'Europe. Le gouvernement ne souhaite pas diversifier les sources de revenus pour les retraites et souhaite conserver un système alimenté par les cotisations sur le travail. Rappelons que ce n'est pas l'État qui distribue les retraites, mais la Caisse des retraites (et les organismes adjoints), dont la dette n'est pas celle de l'État français.

## Motifs des grévistes et manifestants
Le gouvernement a choisi de financer l'essentiel de la réforme par la réduction des dépenses, qui s'élèvent à 56 % du PIB, ne prenant pas en compte les propositions syndicales d'augmenter les recettes, en particulier dans le domaine fiscal.

### Critique des exonérations fiscales
Plusieurs réductions fiscales sont jugées particulièrement coûteuses. Un rapport de la Cour des comptes estime que 172 milliards d'euros échappent ainsi annuellement à l'État du fait des déductions fiscales identifiées. Les syndicats, mécontents que leur propositions n'aient pas été prises en compte, ont critiqué ces exonérations pour leur coût et pour le fait qu'elles inciteraient les entreprises à privilégier des intérêts de court terme (bénéfices, plus-values boursières), les plus cités étant :
- Le bouclier fiscal (UMP), qui prévoit que les impôts directs payés par un contribuable ne peuvent excéder 50 % de ses revenus, est dénoncé comme coûteux (585 millions d'euros en 2009[5]) et comme incitant les grandes fortunes à réclamer plus de dividendes aux entreprises[réf. nécessaire].
- La Niche Copé (UMP), régulant la taxation des plus-values (bénéfices) lors de la revente de filiales, a abaissé ce taux d'imposition de 33 % à 1,6 %, pour un coût de 22 milliards d'euros à l'État sur trois ans. C'est 10 fois plus importante que le bouclier fiscal[6],[7]. Le projet fut proposé par M. Copé (UMP), et à l'origine ne devait couter qu'un milliard d'euros[6].
- Un rapport du Conseil des prélèvements obligatoires a calculé que le taux réel d'imposition des bénéfices des grands groupes n'est pas de 33 % mais de 13 %[8], ce qui place la France au même niveau que l'Irlande et incite ces groupes à maximiser leurs dividendes à court terme, au détriment des dépenses de recherche et développement, inférieures en France de dix points(?) à la moyenne des pays de l'OCDE[9].
- La réduction des droits de succession pour un coût évalué à 2,27 milliards d'euros[10], dans la Loi TEPA
- pour la plus grande partie des assujettis à l'Impôt sur les plus-values boursières, qui disposent d'un Plan d'épargne en actions (PEA), le taux d'imposition est limité aux 12,1 % de prélèvement social[réf. nécessaire].

La CFDT a réclamé à l'horizon 2010 pour 32 milliards d'euros de recettes fiscales nouvelles, par l'augmentation des prélèvements sur les revenus du capital et les hauts revenus et la remise en cause sélective de niches fiscales et sociales. La CGT a proposé en particulier que les revenus financiers des entreprises soient soumis à contribution et de moduler les cotisations sociales patronales en fonction des politiques d’emploi des entreprises.

### Jeunes générations
Les départs à la retraite étant de 650 000 par an, les syndicats estiment que la réforme supprimera pour les jeunes l'équivalent de 1,1 million d'emplois et lui reprochent de faire reposer une trop grande partie du financement sur les revenus du travail et insuffisamment sur ceux du capital. Selon eux[Qui ?], il vaudrait mieux maintenir à 65 ans l'âge de la retraite à taux plein et faire en sorte que la totalité de la population en état de le faire puisse travailler jusqu'à cet âge. Guillaume Duval, rédacteur en chef d'Alternatives économiques, affirme également que la réforme, à court terme, défavorisera les jeunes à la recherche d'un emploi, et parle de « calcul cynique » du gouvernement : un chômeur, surtout s'il est jeune et n'a pas encore travaillé, coûte beaucoup moins cher à la collectivité qu'un retraité.
À propos de la situation des jeunes en France, le sociologue Louis Chauvel a écrit :

« Le taux de chômage des jeunes en France [est supérieur à 20 % depuis 1980, on leur a promis une amélioration avec] le départ des baby-boomers à la retraite (2005-2020). [En 2009, nouveau record :] 26 % de chômage pour les jeunes de moins de 25 ans.[Autres] problèmes, les stages à répétition, la précarité de l'emploi, les niveaux des salaires toujours plus bas, les niveaux de diplômes [et d'expérience demandés toujours plus] élevés [nécessitant plus d'années, plus cher, avec moins de cotisation], et le travail ne permet plus de se loger décemment. »

### Retraite à taux plein
Les syndicats estiment qu'un certain nombre de femmes devront travailler jusqu'à 67 ans, leur durée de cotisation ayant été rognée par la prise d'un congé parental. Ce congé parental étant selon les cas, choisi ou obligatoire, en particulier pour celles qui n'ont pas eu les moyens de faire garder leurs enfants, qui ont subi des interruptions d'activité, ou n'ont réussi à trouver un autre emploi qu'à temps partiel.

### Comparaisons européennes
Mis en avant par le gouvernement dans les comparaisons internationales, l'âge légal de départ à la retraite désigne des choses très différentes dans les systèmes de retraite en Europe. En Allemagne, un salarié de 63 ans peut par exemple partir à la retraite avec 35 ans de cotisation et une décote pour années manquantes de 7 % alors qu'un salarié français dans le même cas subira une décote de 25 % et devra donc travailler jusqu'à 67 ans. Par ailleurs, le relèvement de l'âge de départ fait qu'un ouvrier devra en moyenne cotiser 3,14 années pour une année de retraite contre 2,64 années avant la réforme.

### Crise financière
Les syndicats estiment aussi que les calculs du gouvernement, via le Conseil d'orientation des retraites, sont biaisés par la crise financière de 2008, qui a fait augmenter le chômage et donc diminuer le nombre de cotisants. Ils accusent le gouvernement d'avoir pris comme prétexte des mauvais chiffres entraînés par cette crise bancaire pour faire payer cette crise par les salariés les plus modestes, en particulier les femmes, les salariés sous contrat à durée déterminée et les bas-salaires. « Faire du report de l’âge légal la mesure centrale de la réforme, c’est faire payer la crise aux salariés », a dénoncé la CFDT.

## Les grèves par secteurs

### Grève à la SNCF
La CGT, premier syndicat de cheminots a lancé une grève reconductible dès le 12 octobre, rejointe par Sud-Rail, FO et la CFDT-cheminots. Le taux de grévistes à la SNCF est assez vite retombé à un quart des effectifs mais s'est maintenu à un niveau important chez les conducteurs de train, qui ont le pouvoir de réduire drastiquement le trafic. Pour le 19 octobre, après six jours de grève consécutive, la SNCF n'assurait que six TGV sur dix de Paris vers la province et un TGV sur 4 de la province vers la province, ainsi qu'un TER sur deux et quatre trains Corail sur dix.
En Île-de-France, six trains sur dix sont assurés aux heures de pointe, mais la proportion baisse sensiblement durant les heures creuses. Le mouvement des cheminots français a coïncidé avec une grève générale des employés de la compagnie nationale des chemins de fer belge SNCB, lancée le 17 octobre, qui a paralysé le trafic ferroviaire sur la ligne Thalys.

### Transporteurs routiers
Les routiers ont rejoint le mouvement le 17 octobre, organisant sur tout le territoire des barrages dans des endroits stratégiques. Ce sont notamment des dépôts de carburant (à Caen, Brest, Rouen…) et le terminal pétrolier de Port-la-Nouvelle qui ont été ciblés. Ils ont menacé de durcir et d'élargir progressivement leur mouvement en cas de statu quo du gouvernement. « Pour faire bouger le gouvernement, l’action doit gêner », a averti Maxime Dumont, dirigeant CFDT, premier syndicat du secteur.

### Raffineries de pétrole
La grève a également été déclenchée dans les douze raffineries de pétrole françaises, avec, une semaine plus tard, le blocage de nombreux dépôts d'essences et 1 500 stations-service en rupture de stock (sur 4 800 gérées par les acteurs de la « grande distribution », selon l'Union des importateurs indépendants pétroliers (UIP, grande distribution). Le 18 octobre, les professionnels recensent entre 2 500 et 2 600 stations-service sans essence.

### Grèves des éboueurs
Les villes de Marseille, Toulouse, Nantes, Angers, Paris, Pau, Sète, Belfort et Saint-Nazaire ont été touchées. Les éboueurs marseillais se sont mis en grève début octobre, ce qui a provoqué des amoncellements d'ordures, tandis que les cinq dépôts de la communauté urbaine de Toulouse étaient bloqués le 20 octobre, après 5 jours de grève, ainsi que le dépôt réservé au tri sélectif, a précisé Thierry Artigue, secrétaire général FO, premier syndicat. Les éboueurs d'Angers sont en grève depuis huit jours, ceux de Nantes depuis 4 jours, après avoir reconduit à l'unanimité le blocus d'un centre technique municipal d'où ne peuvent sortir les camions de collecte des ordures ménagères, selon Emmanuel Olivier (CFDT). Une centaine d'agents municipaux et de la communauté urbaine de Pau ont voté à l'unanimité le 21 octobre la reconduite du mouvement entamé le 18 octobre. À Sète et Lunel, des personnels non grévistes sont dépêchés pour nettoyer les rues. À Belfort, l'assemblée générale a voté la grève illimitée reconductible.

### Cantines scolaires, crèches et autobus perturbés à Marseille
Dans de nombreuses villes du sud de la France, les parents ont été dérangés par les arrêts de travail des salariés des crèches et cantines scolaires. À Marseille, sur les 60 crèches municipales, seulement 3 étaient ouvertes toute la journée le 18 octobre et 37 partiellement. Par ailleurs, dès le 1er octobre, 248 cantines scolaires ne fonctionnaient plus. Dix-sept jours de grève plus tard, 247 cantines scolaires de la ville étaient fermées, les cantinières faisant grève pendant seulement deux heures, durée suffisante pour gêner le service et faire remarquer leur mécontentent d'une réforme qui pénalise en particulier les femmes. C'est aussi le cas dans plusieurs communes autour de l'Etang de Berre. Au sein de la Régie des Transports marseillais (RTM), un mouvement affectait le fonctionnement de 36 lignes de bus sur 65 et que trois magasins Monoprix – sur la Canebière, place Castellane et avenue du Prado – étaient perturbés.

### Lycées et universités
Le 20 octobre, décrit par l’UNEF comme une « journée exceptionnelle » voit le syndicat étudiant comptabiliser « 29 universités mobilisées » sur les 83 du pays. Plusieurs ont été bloquées, 6 selon l'UNEF et 10 selon le gouvernement. Trois autres ont été fermées par l’administration. Côté lycées, 379 sont bloqués selon le ministère de l'Education nationale et 1400 lycées selon l’UNL (Union nationale lycéenne).
Le 22 octobre, on décompte entre 5 et 10 universités bloquées partiellement ou totalement, sur les 83 universités françaises.

## Quatorze journées de manifestations
- 23 mars 2010 : 800 000 en France selon la CGT et 395 000[38], dont 31 000 à Paris, selon le ministère de l'Intérieur[39], pour la première journée de grève consacrée exclusivement à l'opposition au projet gouvernemental de réforme des retraites.
- 1er mai 2010 : selon la CGT, environ 300 000 personnes se sont retrouvées dans les 280 défilés organisés en province, consacrés par les syndicats à la défense des retraites.
- 27 mai 2010 : un million de manifestants selon la CGT, 395 000 selon le ministère de l'Intérieur[40].
- 15 juin 2010 : entre 23 000 personnes, selon la police, et plus de 70 000 personnes, selon le syndicat FO[41].
- 24 juin 2010 : 1,92 million de manifestants dans 200 rassemblements[42] selon la CGT[43], 797 000 selon le ministère de l'Intérieur[44].
- 7 septembre 2010 : 2,735 millions de manifestants selon la CGT, 2,5 millions d'après la CFDT[45] sur 220 manifestations[42], et 1,12 million selon le ministère de l'Intérieur[42].
- 23 septembre 2010 : autour de 3 millions de manifestants selon la CGT et la CFDT[46], les deux syndicats évaluant à 300 000 personnes la manifestation parisienne, qui s'est répartie en deux cortèges[47]. Les manifestants étaient 997 000 selon le ministère de l'Intérieur[48], dont 65 000 à Paris[49].
- 2 octobre 2010 : 3 millions de manifestants selon la CGT, 899 000 selon le ministère de l'Intérieur[50], dans 240 villes.
- 12 octobre 2010 : sur fond de grèves pour la première fois reconductibles à la SNCF, la RATP, EDF, La Poste et GDF Suez, les syndicats revendiquent 3,5 millions de manifestants, dont 330 000 pour la manifestation parisienne. Le ministère de l'Intérieur les estime pour sa part à 1,23 million, dont 89 000 à Paris. Les lycéens et étudiants se joignent aux cortèges et commencent des manifestations quotidiennes.
- 16 octobre 2010 : « près de 3 millions » de manifestants selon la CGT, 2 500 000 d'après la CFDT[51] et 825 000 selon le ministre de l'Intérieur[52].
- 19 octobre 2010 : les 8 syndicats rassemblent 3,5 millions de manifestants, selon la CFDT[53] et la CGT[54] dans 266 villes[55] et 1,1 million selon le ministère de l'intérieur, tandis que des opérations escargot ont lieu partout en France[56].
- 28 octobre 2010 : Les manifestations rassemblent 560 000 personnes selon le ministère de l'Intérieur[57] et près de 2 millions selon la CGT[58].
- 6 novembre 2010 : Les manifestations rassemblent 375 000 personnes selon le ministère de l'Intérieur et 1,2 million selon la CGT[59].
- 23 novembre 2010 : le ministère de l'Intérieur comptabilise 52 000 manifestants[60].

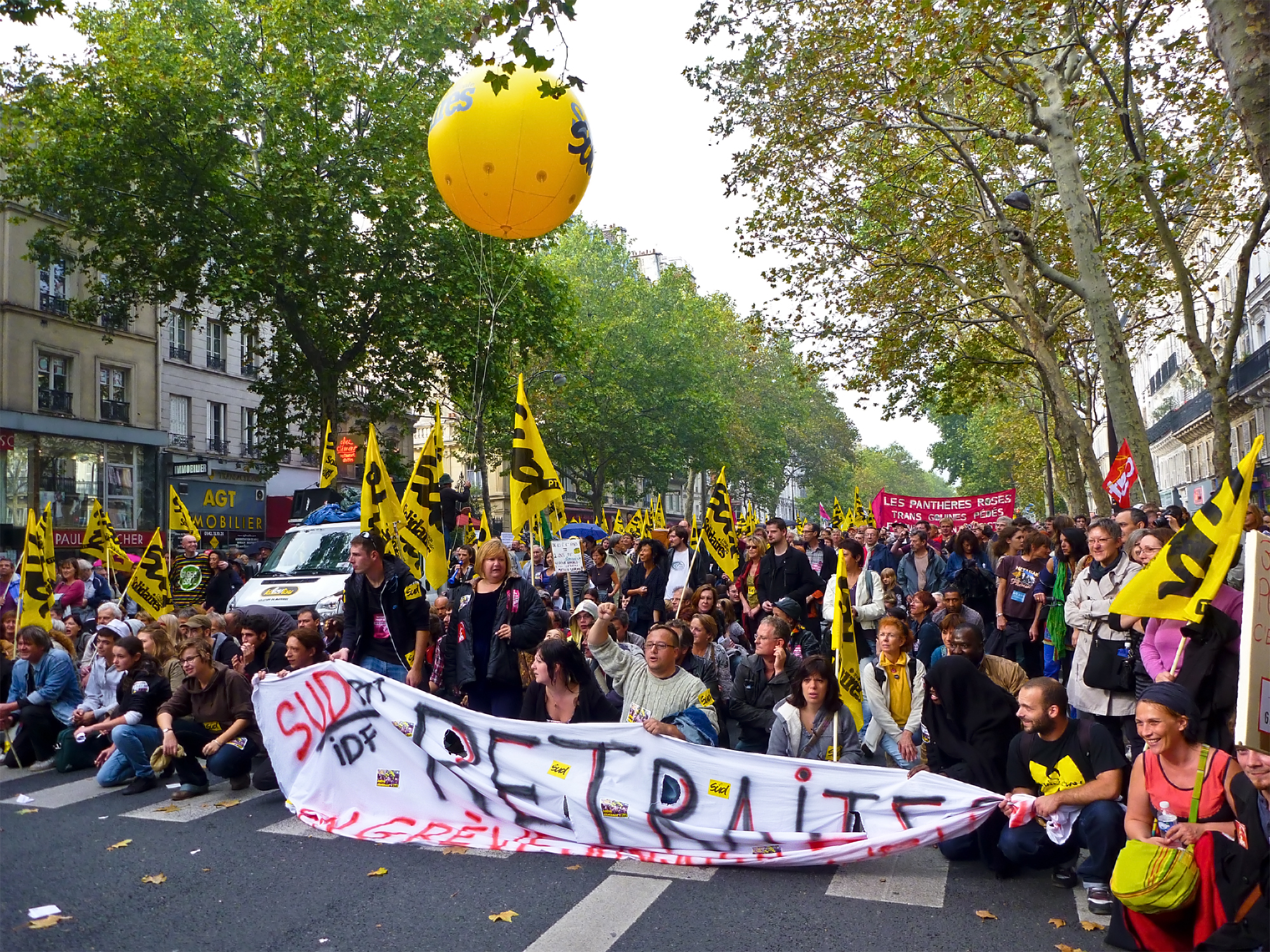
Manifestation du 2 octobre 2010 à Paris.
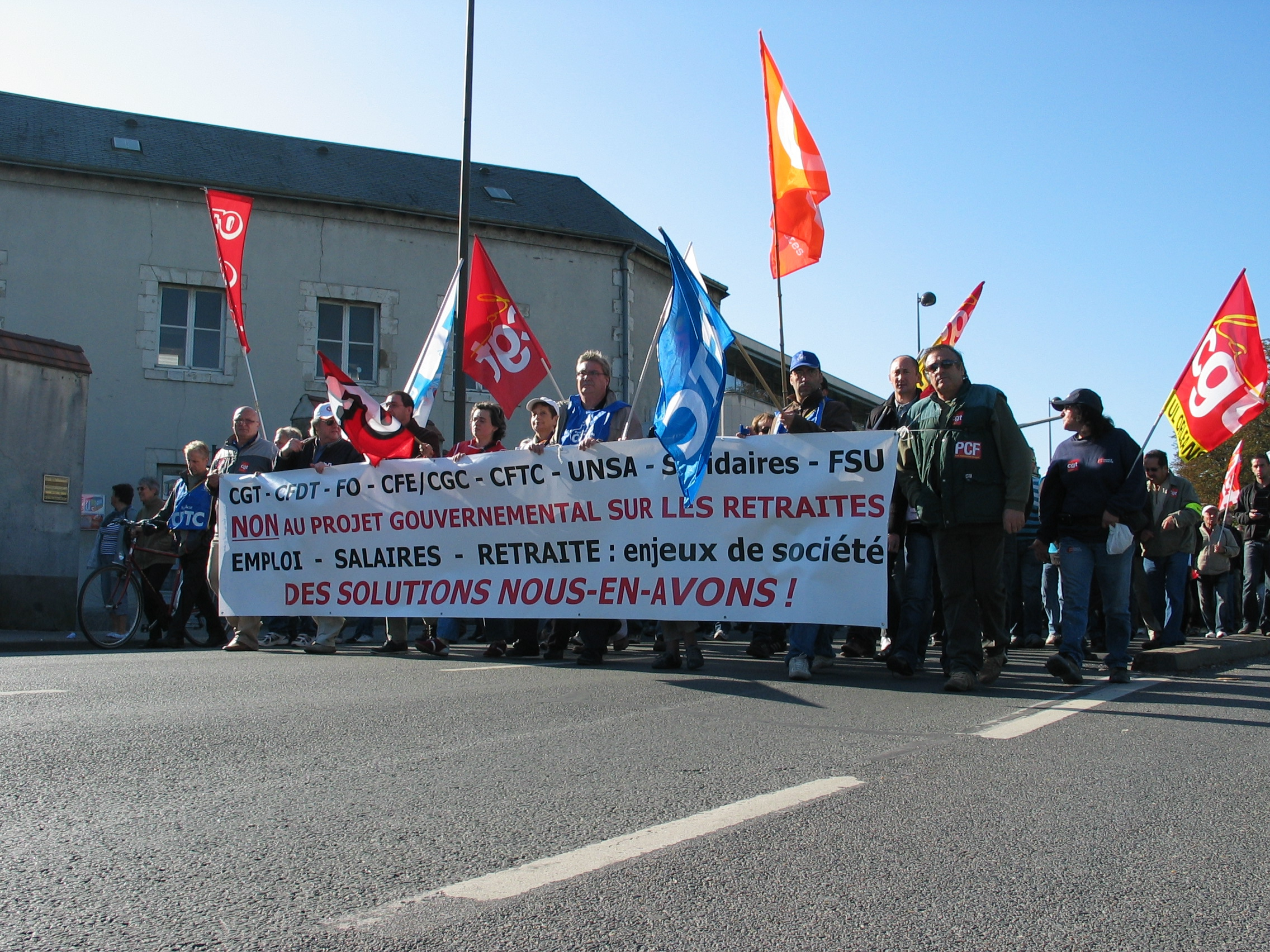
Manifestation du 12 octobre 2010 à Orléans.
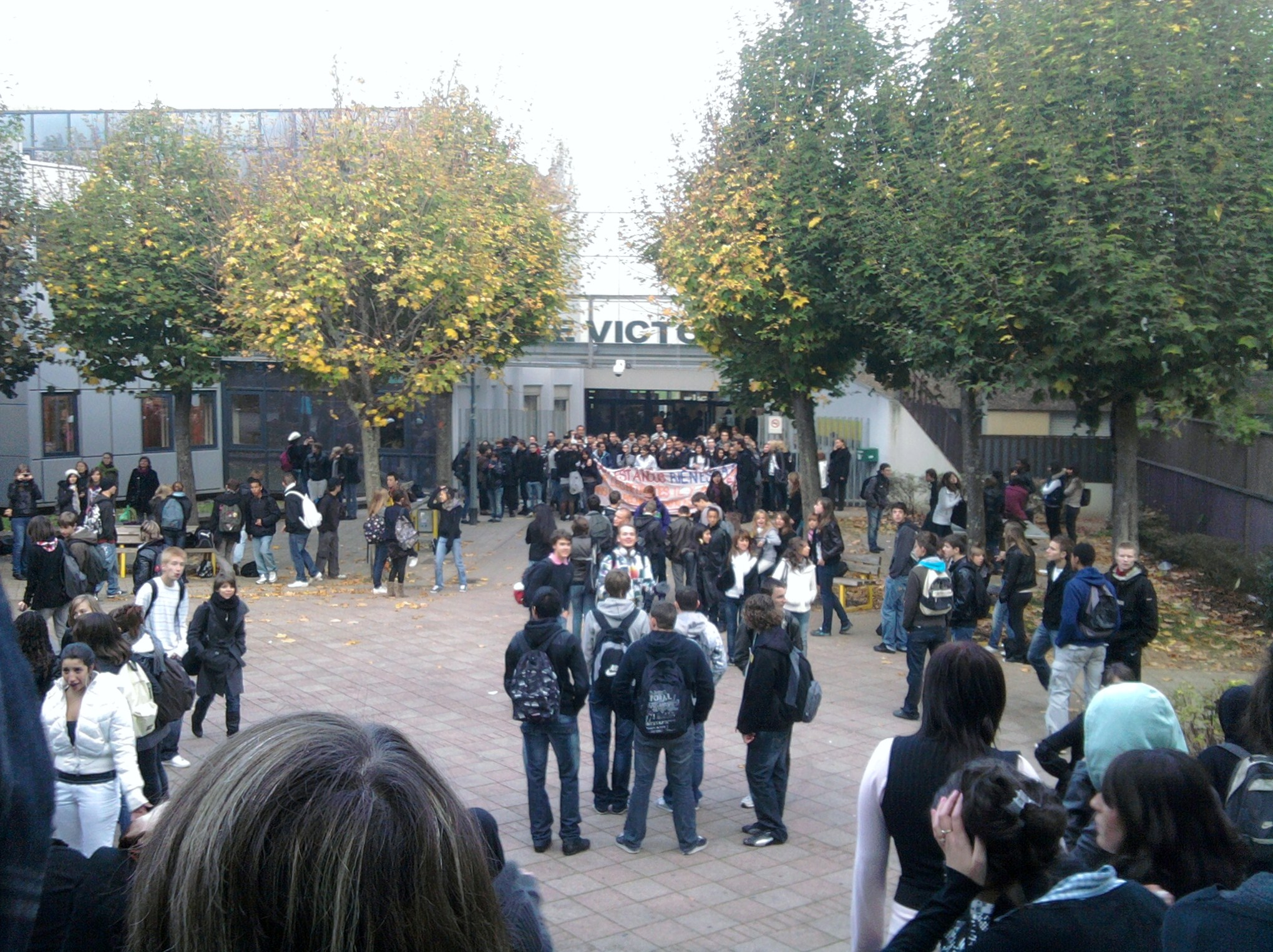
Blocage au lycée Victor Hugo de Besançon-Planoise le 14 octobre 2010.
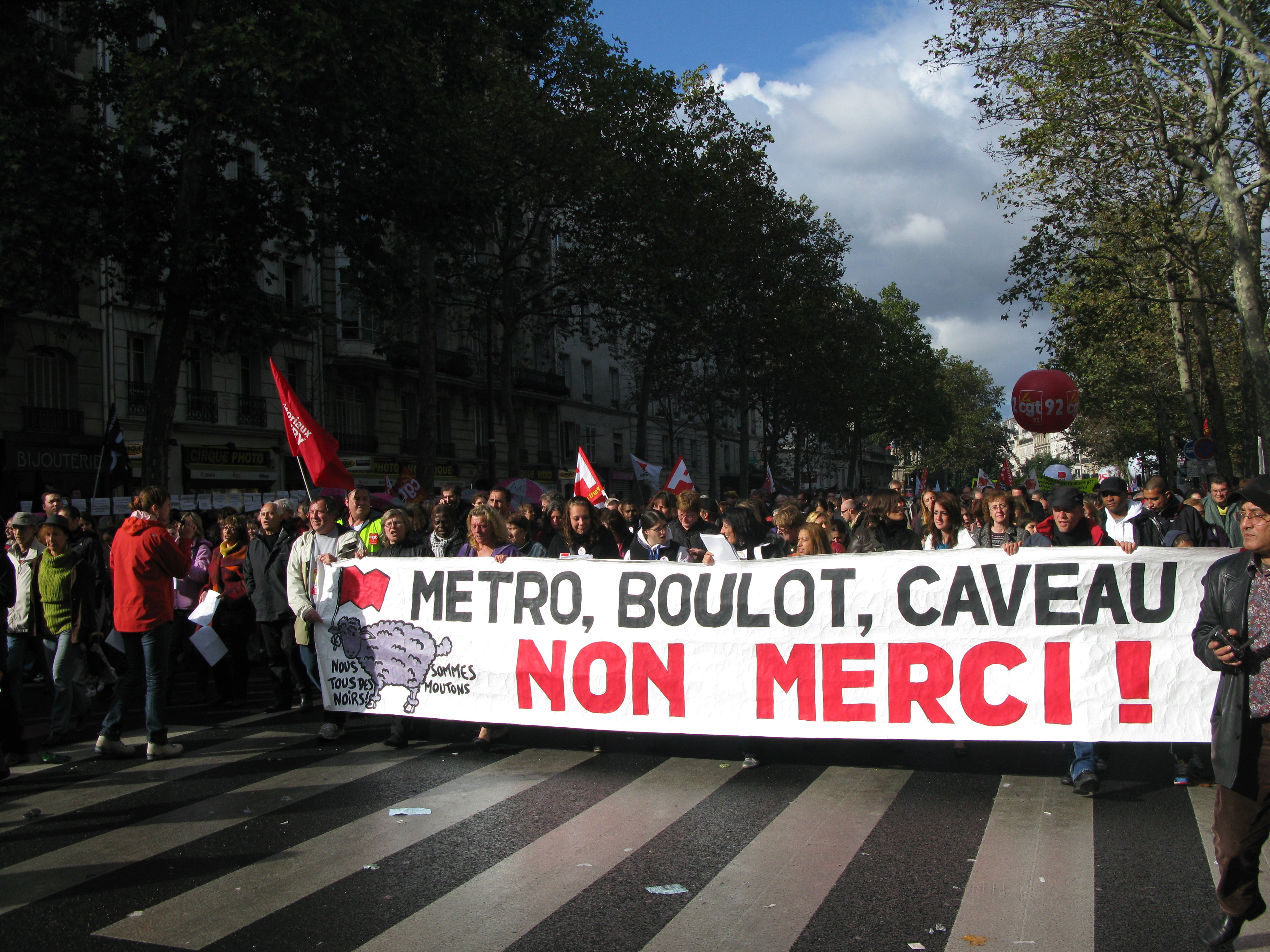
Manifestation du 16 octobre 2010 à Paris.
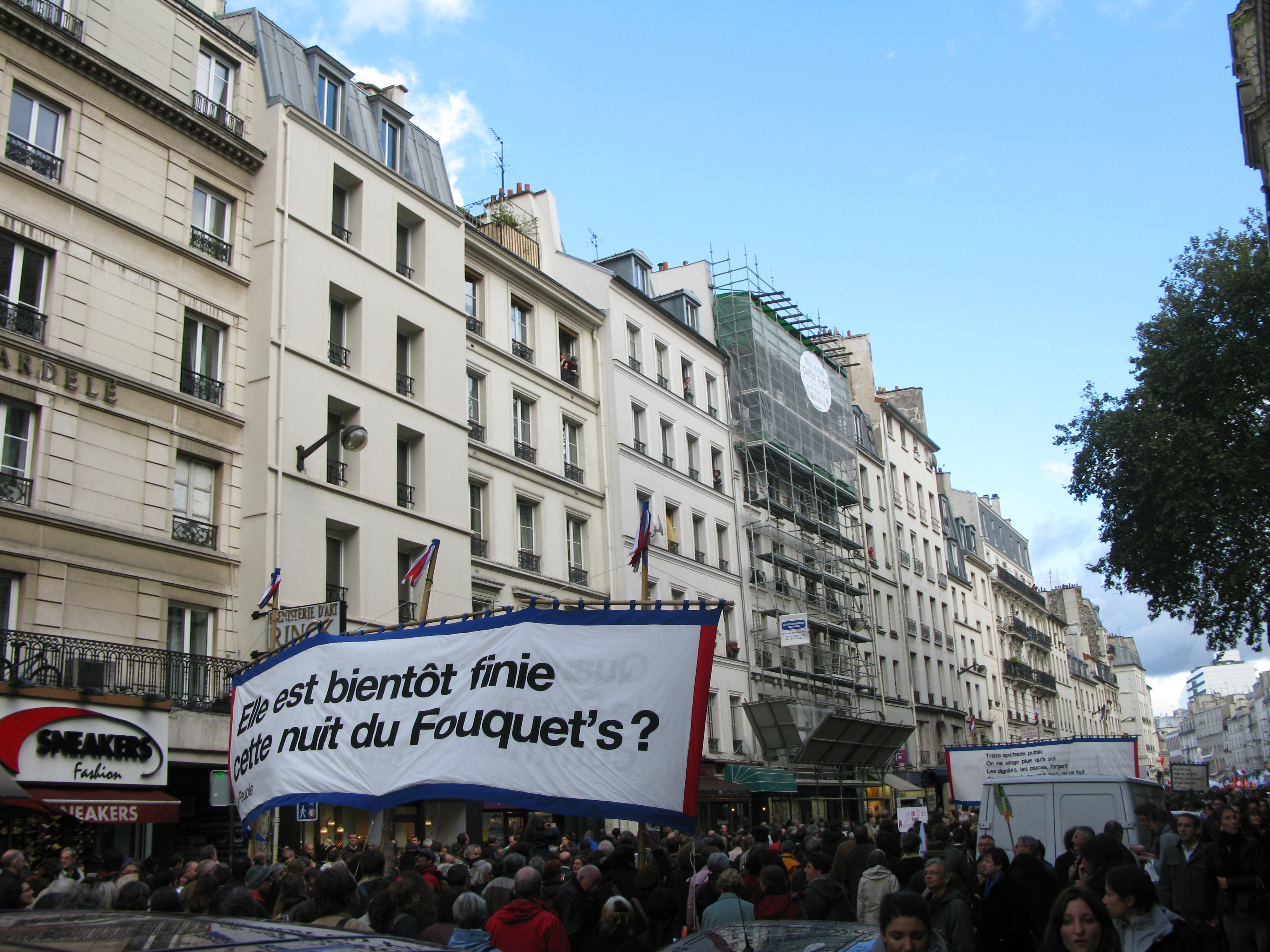
Manifestation du 16 octobre 2010 à Paris.

## Autres formes de protestation
Outre les grèves et les manifestations, le mouvement social prend d'autres formes de protestation. Le 11 octobre, le journal Politis lance une pétition pour un « référendum sur les retraites » qui atteint les 9 000 signatures le 6 novembre puis 50 000 cinq jours plus tard,. Le 24 novembre, elle compte 250 000 paraphes.

## Polémique sur le nombre de manifestants
L'écart entre les chiffres des syndicats et de la police a beaucoup varié selon la taille des villes :
- rapport de un à six (Paris et Toulouse) et même un à neuf (Marseille) ;
- rapport de un à deux, ou un à trois, pour la plupart des 240 autres villes où l'on a manifesté[65].

### Critiques des chiffres de la police
- Le 2 octobre, CGT et CFDT ont compté à Paris, sur deux parcours simultanés, pendant cinq heures (premier départ à 13h30, dernier départ à 18h30) six fois plus de manifestants que la police.
- Le même jour, le premier syndicat de policiers, le SGP-FO, a regretté que « le chiffre qui est compté sur le terrain par les policiers ne soit pas toujours celui communiqué » par la préfecture[66], selon son secrétaire général Nicolas Comte. À titre d'exemple, il a cité une manifestation de policiers à l'automne 2009. « Nos collègues avaient compté 5000 manifestants […]. Pour finir, la préfecture a donné moins d'un millier de manifestants ».
- À Marseille, un communiqué du SGP-FO affirmait dans l'après-midi du 12 octobre que la direction départementale de la sécurité publique des Bouches-du-Rhône « s'épuisait à dévaloriser le nombre des manifestants »[67]. « À force d'oublier que le rôle de la Police nationale est de livrer des estimations pertinentes à l'appui d'un constat réel, et par voie de conséquence de travestir avec le plus grand des mépris la contestation sociale, ce sont les services de police que l'on finit par ridiculiser », a conclu le syndicat[67].

### Critiques des chiffres des syndicats
- La Direction du Renseignement de la préfecture de police de Paris (DRPP) a accusé les syndicats de ne comptabiliser que « pendant une heure, au plus fort de la manifestation, avant d'appliquer un coefficient multiplicateur »[68]
- Dans les Pyrénées-Atlantiques, la préfecture a recruté le 12 octobre 2010 un cabinet d'huissiers, qui a relevé moins de manifestants que la police et les syndicats[69]. « Cette opération, malheureusement nécessaire, démontre que le travail de comptabilisation des manifestants pour quelque cause que ce soit est réalisé par les services de l'État avec objectivité et professionnalisme et n'aboutit en aucune façon à une minoration du nombre de grévistes », a commenté la préfecture dans un communiqué de presse.
- Une étude réalisée sur la manifestation parisienne, également le 12 octobre 2010, par une société espagnole spécialisée dans le comptage des manifestants, Lynce-ExactCrowd, qui se base sur un logiciel comptant les manifestants un à un à partir de photographies en hauteur, donne des chiffres très inférieurs à ceux des syndicats : à l'aide de plus de mille photos, elle estime le nombre de manifestants à 73 027, avec une « correction éventuelle à la hausse de 10 %, soit un total de 80 330 personnes », alors que les organisateurs en comptaient 330 000 et la police 89 000[70].
- Des estimations réalisées le même jour dans la même ville par Mediapart[71], donnent des chiffres inférieurs à ceux fournis par la police et les syndicats[68]. Mediapart a précisé que sa méthode était approximative[72].

### Critiques des chiffres des deux parties
Plusieurs quotidiens régionaux ont réalisé leurs propres décomptes dans plusieurs villes de leur région, donnant des chiffres en général inférieurs à ceux des syndicats mais aussi supérieurs à ceux de la police : Ouest-France estime que « la vérité est sans doute à trouver entre les deux » et a compté 35 000 manifestants à Rennes le 17 octobre, contre 26 000 selon la préfecture et 50 000 selon la CGT. À Nantes, le journal a dénombré entre 40 000 et 50 000 manifestants, contre 28 000 pour la police et 80 000 pour les syndicats, et à Caen 36 000 personnes, contre 22 000 pour la police et 55 000 pour les syndicats.
Le Midi libre a donné le 16 octobre, ses propres chiffres pour Montpellier, Nîmes, Narbonne, Carcassonne, Alès, Béziers, Mende et Perpignan et Bagnols. Dans 8 de des 9 villes l'estimation est à mi-chemin entre les chiffres syndicaux et policiers. Pour la neuvième, Béziers, le chiffre est égal à celui de la Police ; Le Télégramme et La Provence ont relevé plus de manifestants que la police, mais moins que les syndicats. Seul Le Progrès a un chiffre légèrement en dessous de la police pour la ville de Saint-Étienne.

## Incidents et blessés
L'entrée des lycéens dans le mouvement à partir du 7 octobre a déclenché des polémiques : d'abord, la majorité présidentielle accuse l'opposition de leur faire prendre des risques ; puis, l'opposition répond que « les jeunes sont responsables et savent pourquoi ils descendent dans la rue » ; quant à eux, les syndicats lycéens et étudiants indiquent qu'ils ne sont aucunement instrumentalisés, mais défendent leur future vie professionnelle.
Le 8 octobre, à Bonneville (Haute-Savoie), une manifestation par des étudiants du lycée Guillaume-Fichet se termine mal après que deux étudiants majeurs aient tenté d'allumer un brasero, ce qui entraînera un retour de flammes qui brûlera deux jeunes lycéennes de 17 ans dont une grièvement.
Le 12 octobre, à Caen (Calvados), un jeune a dû être hospitalisé après une intervention des forces de l'ordre. Il a été blessé à la tête par une grenade lacrymogène. Dans ce dossier, l'État a été condamné en 2015.
Le 14 octobre, en Seine-Saint-Denis, un élève de 16 ans, Geoffrey Tidjani, a été gravement blessé au visage par un tir de Flash-Ball venu de la police alors qu'il manifestait devant le lycée Jean Jaurès à Montreuil. L'incident lui a occasionné trois fractures au visage et risque de lui faire perdre son œil, selon Dominique Voynet, maire de la ville. Sa mère, Corinne Naudin, a confirmé qu'elle porterait plainte, alors que le jeune homme doit subir une opération consistant à reconstruire son visage, peut-être avec des plaques de titane. Une vidéo montre qu'il n'avait pas commis de violences contre les policiers au moment du choc. Un policier est condamné en 2015 à un an de prison avec sursis, un an d’interdiction d’exercice et deux ans d’interdiction de port d’arme.
Le 15 octobre, 22 policiers sont blessés et 264 personnes sont arrêtées, en marge des manifestations lycéennes, selon le ministère de l'Intérieur.
Le 18 octobre, à Chelles, une adolescente est blessée à l'œil par un jet de pierre de la part d'un manifestant. Hospitalisée, le diagnostic confirme la perte de l'usage de l'œil gauche.
Le 19 octobre, certaines manifestations de lycéens sont émaillées par de violents incidents, à la suite d'oppositions entre les forces de l'ordre et des jeunes. De plus, une adolescente âgée de 15 ans a été blessée et hospitalisée lors d'une bousculade suivant l'explosion d'un scooter provoquée par un feu de poubelle près d'un groupe scolaire parisien du 15e arrondissement.
Le 21 octobre, à Lyon, une douzaine de personnes sont encerclées pendant plusieurs heures par les forces de l’ordre sur la place Bellecour, alors que la technique ne sera encadrée qu'à partir de 2021. La France est condamnée en 2024 par la CEDH, qui estime que la manœuvre en 2010 a entraîné des violations des libertés de circulation, de réunion et d’expression.
Entre le 12 et le 26 octobre, 72 policiers et gendarmes sont blessés et 2 554 personnes sont interpellés (dont 1 759 sont placées en garde à vue et 360 déférées devant la justice), selon le ministère de l'Intérieur.
Le 22 octobre 2010, les permanences de Gérard Longuet et de la fédération départementale UMP du Doubs sont murées par des opposants à la réforme des retraites. Une plainte a été déposée pour dégradations et insultes.
Des manifestants évoquent des actes d'agents provocateurs, notamment à partir de vidéos visibles sur Internet : des policiers en civil se feraient passer pour des manifestants, voire pour des « casseurs », pour mieux provoquer des incidents et discréditer le mouvement,. Ces informations sont démenties par la préfecture de police et les syndicats de policiers mais relayées par le député européen Jean-Luc Mélenchon, l'éditeur Guy Birenbaum et Bernard Thibault,,.
Les députés du groupe GDR demandent l'ouverture d'une commission d'enquête parlementaire tandis que Brice Hortefeux dénonce les « rumeurs indignes qui circulent sur Internet et visent à salir l'honneur de la police ». Jean-Claude Mailly, secrétaire général de FO, marque son désaccord avec Bernard Thibault et Jean-Luc Mélenchon en affirmant : « des policiers sous badge syndical, ça a toujours existé. Les policiers sont en plus une catégorie très fortement syndicalisée. Des choses comme ça, ça ne passerait pas ». Jean-Jacques Urvoas, le secrétaire national du PS chargé de la sécurité, fait également part de ses doutes en déclarant que la présence de policiers en civil dans les manifestations n'a rien d'inhabituel et qu'il n'a pas de raison de penser qu'ils font dégénérer celles-ci. Pour le préfet du Rhône, qui a demandé l'ouverture d'une enquête par les instances de la Direction générale de la police nationale, « il y a une tradition dans la police d'infiltrer la population ».
Le « ninja » de la manifestation parisienne du 16 octobre, principale source de suspicion à l'égard des policiers, était en réalité un « sympathisant anti-capitaliste » et a été condamné, en décembre 2010, à six mois de prison ferme après avoir avoué l'agression d'un passant qui tentait d'empêcher l'action d'un casseur.

## Sondages
Une majorité des sondés apporte son soutien au mouvement de grève jusqu'au mois d'octobre 2010, avec de fortes différences selon les milieux et les générations et pour première motivation le refus du report à 67 ans du droit automatique à la retraite à taux plein.
- 70 % de personnes trouvaient le mouvement « justifié » selon un sondage réalisé par l'Ifop pour Ouest-France les 2 et 3 septembre 2010[105]. D'après un sondage réalisé par le même institut pour le quotidien régional Sud Ouest les 7 et 8 octobre suivant, 71 % des sondés considèrent que le mouvement social contre la réforme des retraites est « justifié »[106] : les femmes trouvent la mobilisation davantage légitime que les hommes (75 % contre 67 %), les jeunes plus que les personnes âgées (84 % chez les 18 à 24 ans, 55 % chez les plus de 65 ans) ; les manifestants sont soutenus par 87 % des ouvriers et des employés, 66 % des cadres supérieurs et 56 % des retraités, de même que par les salariés du secteur public (87 %) et du secteur privé (75 %). Une autre enquête Ifop effectuée deux semaines plus tard indique que 63 % des sondés trouvent la poursuite de la mobilisation justifiée, soit une baisse de 8 points[107].
- 71 % de personnes interrogées trouvent « justifié » la journée d'action du 2 octobre d'après un sondage CSA pour L'Humanité, dont les précédentes éditions avaient relevé 68 % d'adhésion à la journée du 23 septembre et 62 % pour celle du 7 septembre[108].
- 69 % lui apportaient leur « soutien » (sondage CSA pour Le Parisien, les 6 et 7 octobre[109]). Ce chiffre tombe à 65 % pour celle du 28 octobre[110].
- Une formulation légèrement différente montrait que 63 % des sondés seraient prêts à se ranger personnellement « du côté des grévistes et des manifestants », contre 29 % favorables au projet de loi, dans un autre sondage les 16 et 17 septembre par Viavoice pour Libération, les 18-24 ans étant les plus enclins (80,3 %) à se ranger « du côté des grévistes et des manifestants »[111].
- 47 % des sondés trouvent le mouvement encore « justifié », soit une baisse de 24 points en un mois, 53 % étant d'un avis inverse, selon un sondage Ifop réalisé pour Le Journal du dimanche du 2 au 4 novembre 2010[112].

Concernant la réforme elle-même, les avis sont légèrement plus nuancés selon que l'on traite de l'une ou l'autre des deux grandes mesures :
- 57 % des sondés pense que le gouvernement ne doit pas repousser l'âge légal de départ à la retraite de 60 ans à 62 ans, 39 % étant d'un avis contraire (sondage BVA-Absoluce pour le quotidien Les Échos et France Info les 10 et 11 septembre).
- 65 % lui demande de renoncer au relèvement de 65 à 67 ans de l'âge de la retraite à taux plein, alors que 31 % souhaitent l'inverse[113].
- un sondage Ifop, publié dans L'Humanité du 16 octobre 2010, indique que 57 % des sondés souhaitent « une discussion pour élaborer un autre projet de réforme des retraites », tandis que 27 % souhaitent le maintenir « en l'état » et 16 % voir le gouvernement « renoncer à son projet de réformer les retraites »[114].
- un sondage Ifop, réalisé les 21 et 22 octobre 2010, 53 % des Français jugent « acceptable » le recul de 60 à 62 ans de l'âge légal de la retraite[107].
- Selon un sondage BVA pour Canal+, diffusé le 14 octobre, 54 % des Français sont favorables à ce que « les syndicats organisent une grève générale comme en 1995 » si le gouvernement refuse de revenir sur la réforme ; les plus favorables sont les 25 à 34 ans (68 %)[115].
- Plus tard, selon un sondage réalisé[116] par OpinionWay pour Le Figaro et paru le 22 octobre, 56 % des Français souhaitent que « les syndicats respectent le vote des parlementaires et arrêtent le mouvement de grève » en cas d'adoption de la réforme, et 63 % pensent que « le gouvernement doit faire débloquer les raffineries et dépôts de carburants »[117].
- D'après un sondage Ifop réalisé les 21 et 22 octobre 2010 :
  - 48 % des sondés estiment que la réforme des retraites « n'aura pas d'influence » sur leur vote lors de l'élection présidentielle de 2012
  - 9 % déclarent que la réforme les incitera à donner leur voix à l’actuel Président.
  - 42 % estiment qu'elle les incitera à voter « contre Nicolas Sarkozy »[118].
- Selon un sondage Ifop réalisé du 2 au 4 novembre 2010 pour Le Journal du dimanche, 64 % des personnes interrogées estiment que le recul de l'âge légal de départ à la retraite à 62 ans est inévitable, 36 % affirmant qu'il faut « s'y opposer par tous les moyens ». Par ailleurs, seuls 29 % des sondés croient à la promesse du Parti socialiste de ramener l'âge légal de départ à la retraite à 60 ans[112].

## Conséquences économiques
D'après la ministre de l'Économie Christine Lagarde, chaque jour de grève coûte entre 200 et 400 millions d'euros à l'économie française, bien qu'il soit selon elle difficile d'en évaluer le coût exact. Elle affirme également qu'« il ne faut pas aujourd'hui peser sur cette reprise avec des mouvements qui sont douloureux pour l'économie française et très douloureux pour un certain nombre de PME qui ratent des commandes ou échouent dans leurs tentatives de redressement ou d'investissement ».

## Les précédents mouvements sociaux comparables en France
- Le 19 mars 2009[120],[121] réunit 3 millions de personnes[122], pour la plus importante des quatre journées de grèves et de manifestations organisées par les huit premiers syndicats en 2009.
- Le 28 mars 2006[121], les manifestations[120] rassemblent entre 1,055 million[123] et 3 millions[122] de personnes selon les sources, lors du mouvement contre le contrat première embauche, débuté progressivement le 7 février 2006, avec 400 000 manifestants, tandis que le surlendemain, le 9 février 2006, l'article 49-3 permit au Parlement d'adopter le projet de loi. Un mois plus tard, le 7 mars 2006, des manifestations rassemblent 400 000 à 1 000 000 de personnes. Le 18 mars, c'est 530 000 manifestants selon la police et 1,5 million selon les organisateurs. Le 10 avril, Dominique de Villepin annonce que « les conditions ne sont pas réunies » pour que le CPE s'applique, deux mois après son adoption au parlement et dix jours après sa validation par le Conseil constitutionnel.
- Le 13 mai 2003, près de 180 rassemblements[42] avaient réuni 1,13 million de personnes contre la réforme Fillon des retraites.
- Le 12 décembre 1995[121] avait marqué le point culminant des Grèves de 1995 en France[122] contre le Plan Juppé de 1995, avec deux millions de manifestants[121]. Le 15 décembre 1995, le gouvernement avait retiré sa réforme sur les retraites, la fonction publique et les régimes spéciaux (SNCF, RATP, EDF), cette décision étant interprétée comme une victoire par les syndicats de salariés. Mais Alain Juppé n'avait pas cédé sur la Sécurité sociale, dont le budget sera dorénavant voté au Parlement (modification constitutionnelle historique par rapport à 1945).
- Le 4 décembre 1986[124], 200 000 personnes selon la police, un million selon les organisateurs, manifestent à Paris contre le Projet de loi Devaquet[125].